# Barmen

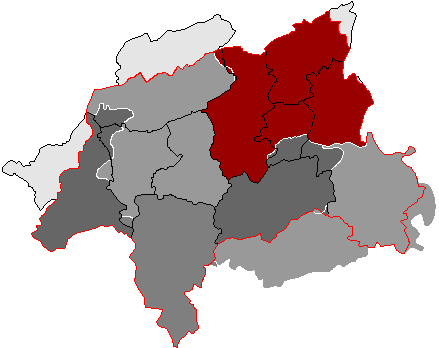
Pozíció Wuppertal térképén

Barmen egykor önálló város a porosz Rajnai Tartományban (Rheinprovinz), 1929. augusztus 1-je óta Wuppertal városrésze.

## Története
A települést 1070-ben említik először az írások. 1244-ben a város virágzásnak indult Ludwig von Ravensberg grófnak köszönhetően. 1399-ben a frissen alapított Beyenburg része lett. 1808-ban Barmen város felkelt és 1815-ben az Elberfeldi Körzet része lett.

### Polgármesterek
- 1855–1879 Wilhelm August Bredt
- 1879–1898 Friedrich Wilhelm Wegner
- 1898–1899 Johannes Gustav Brodzina
- 1899–1906 August Lentze
- 1906–1912 Georg Voigt
- 1912–1929 Paul Hartmann (DDP)

## Híres emberek
- Friedrich Engels (1820–1895) német kereskedő, társadalomtudós
- Hermann Ebbinghaus  (1850–1909) pszichológus
- Friedrich Philippi(wd) (1853–1930) német történész
- Hans Günter Winkler (1926–2018) olimpiai bajnok német lovas, díjugrató
- Johannes Rau (1931–2006) német politikus

## Fordítás
Ez a szócikk részben vagy egészben  a   Barmen című német Wikipédia-szócikk fordításán alapul.  Az eredeti cikk szerkesztőit annak laptörténete sorolja fel. Ez a jelzés csupán a megfogalmazás eredetét és a szerzői jogokat jelzi, nem szolgál a cikkben szereplő információk forrásmegjelöléseként.